# Poa nyaradyana
Poa nyaradyana — вид квіткових рослин родини злакових (Poaceae). Ареал: Румунія. Згідно з Euro+Med-Plantbase, Poa nyaradyana зростає також в Україні та Польщі.